# غونزاليس كاتان (مدينة)
غونزاليس كاتان (بالإسبانية: González Catán)‏ هي منطقة سكنية تقع في الأرجنتين في La Matanza Partido.[بحاجة لمصدر] يقدر عدد سكانها بـ 163,815 نسمة وترتفع عن سطح البحر 19 متر.

## معرض صور

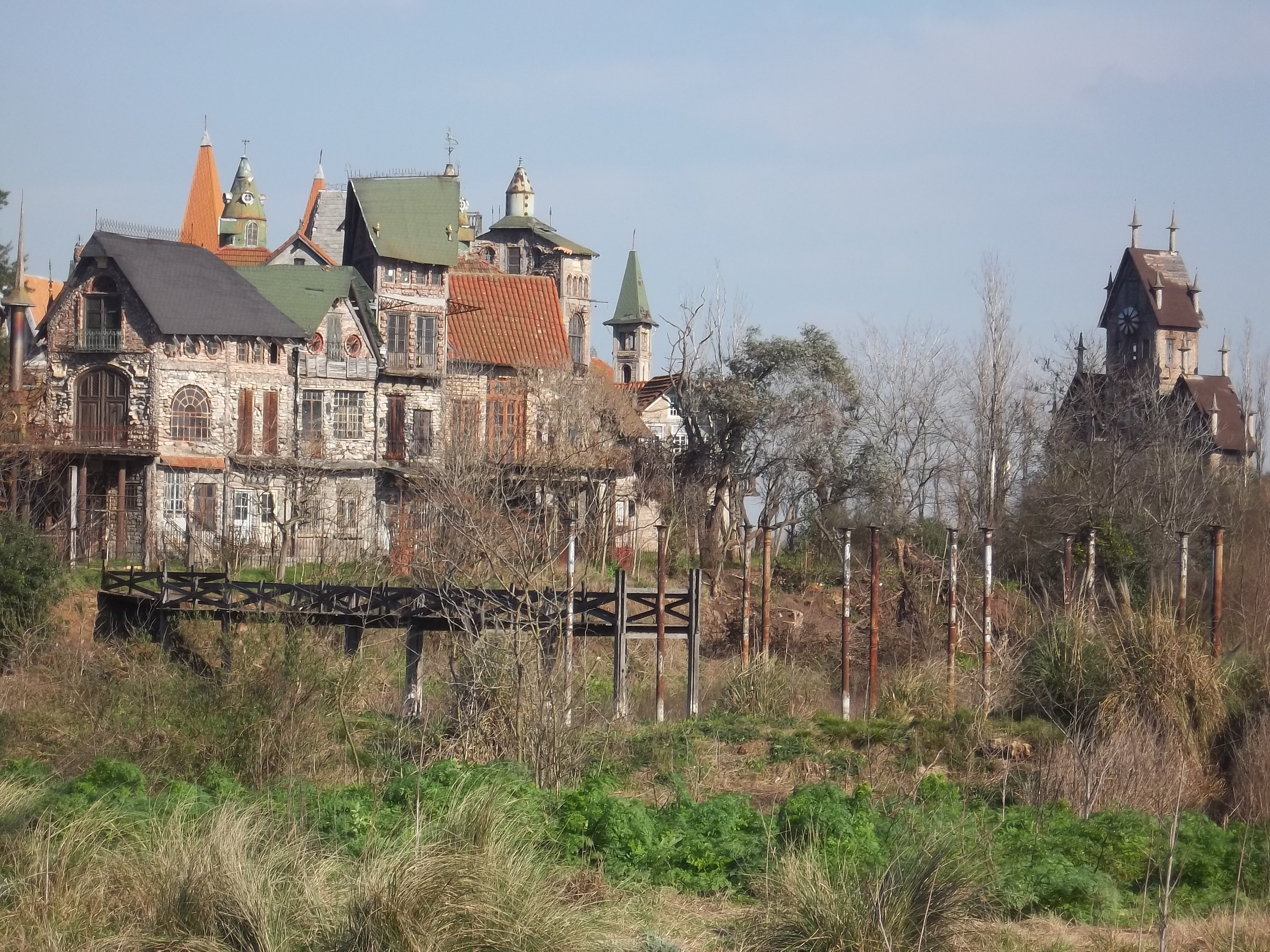
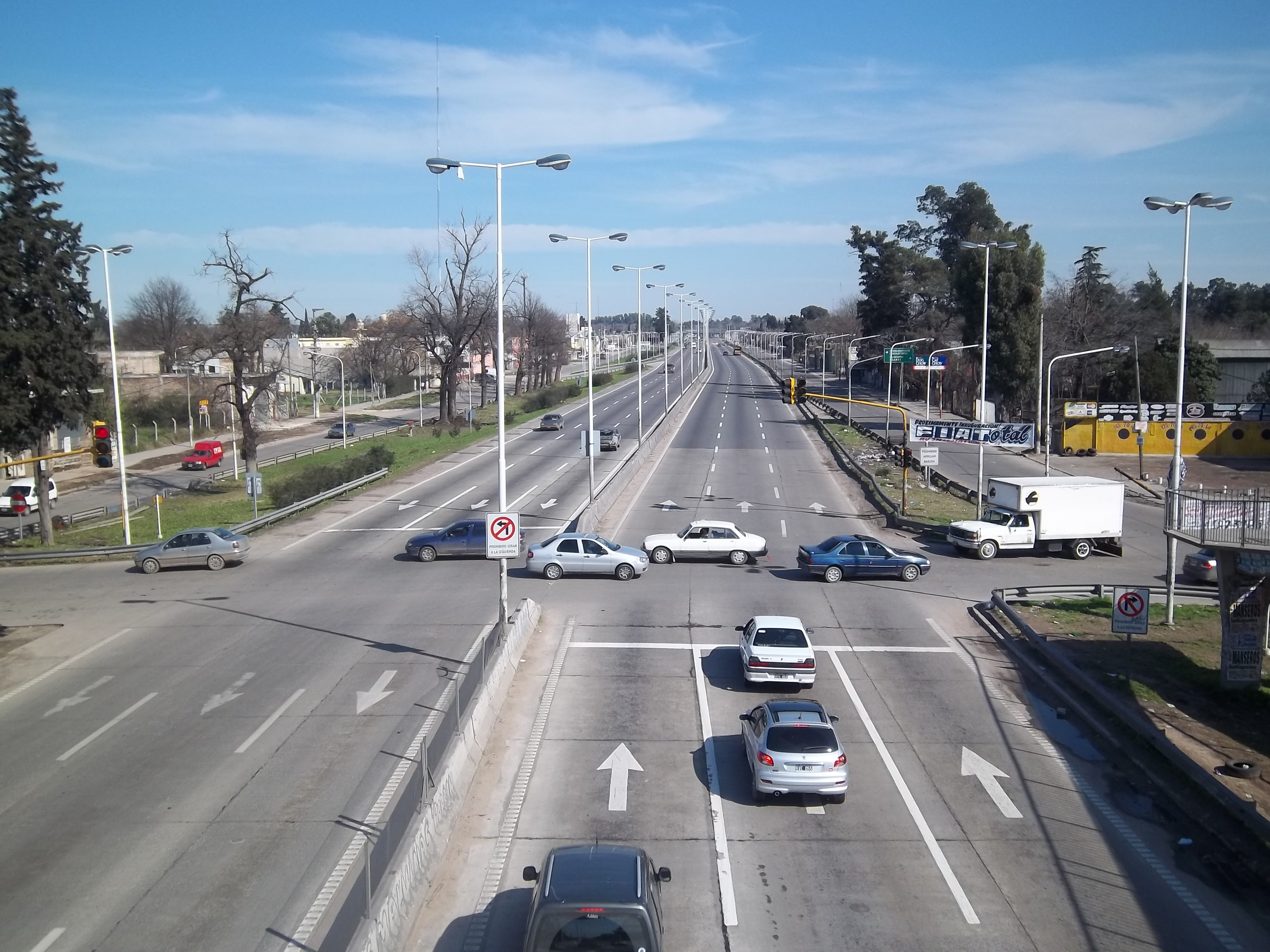
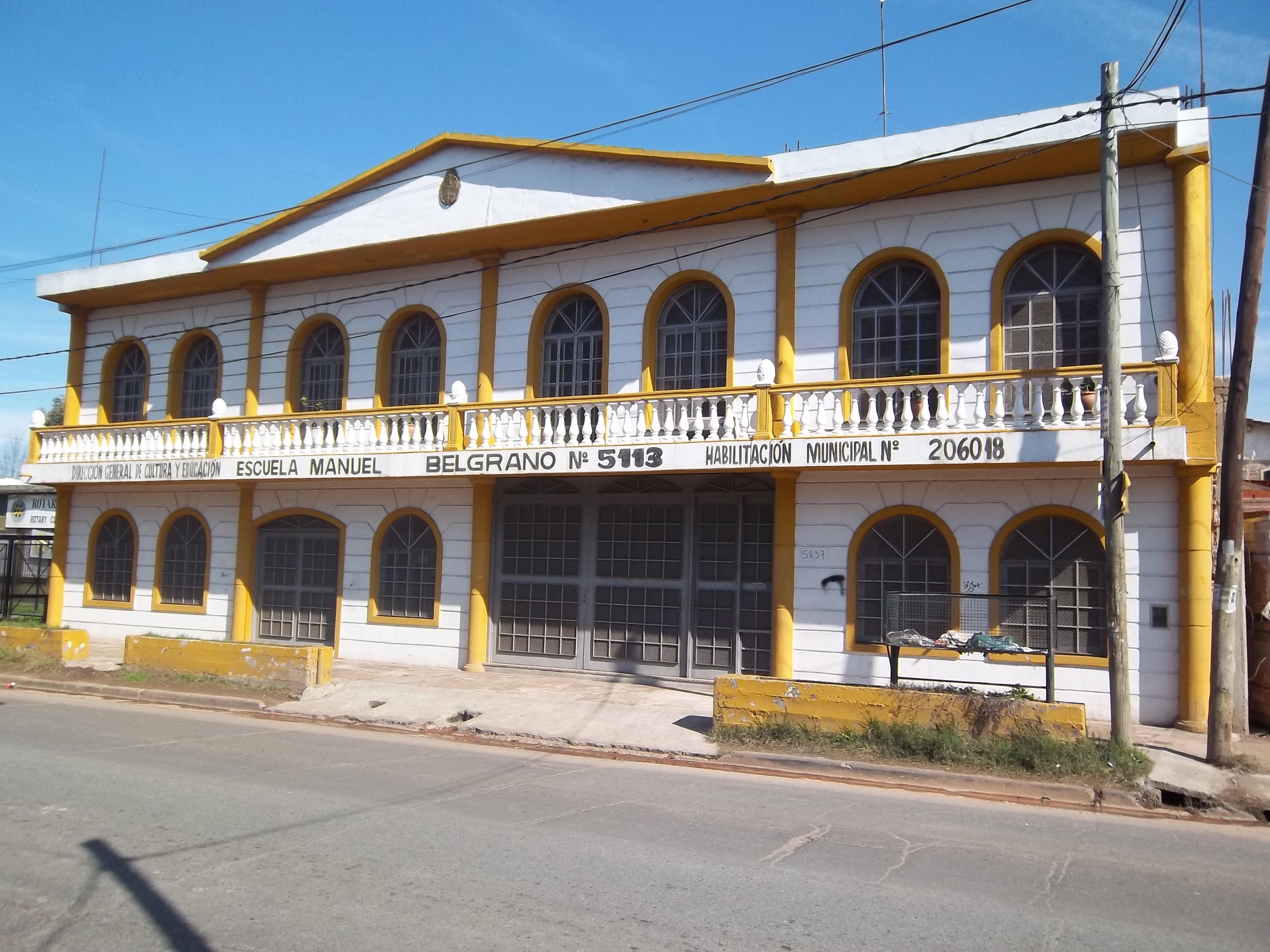

## أعلام
- فابيان هوراسيو كورونيل